# 1375年
| 千纪： | 2千纪 |
| 世纪： | 13世纪 \| 14世纪 \| 15世纪                                                                                 |
| 年代： | 1340年代 \| 1350年代 \| 1360年代 \| 1370年代 \| 1380年代 \| 1390年代 \| 1400年代                           |
| 年份： | 1370年 \| 1371年 \| 1372年 \| 1373年 \| 1374年 \| 1375年 \| 1376年 \| 1377年 \| 1378年 \| 1379年 \| 1380年 |
| 纪年： | 乙卯年（兔年）；明洪武八年；北元宣光五年；越南隆慶三年；日本南朝文中四年，天授元年，北朝應安八年，永和元年 |

## 大事记
- 明太祖詔告天下立社學，用於招收8到15歲的民間兒童。
- 明朝在西藏自治区阿里地區设置俄力思軍民元帥府。

## 出生
- 馬黑麻·蘇丹（1403年逝世，28岁）、

## 逝世
- 劉伯溫（1311年生，64岁）